# السحاولة
بلدية السحاولة بدائرة بئر مراد رايس الواقعة غرب ولاية الجزائر العاصمة ومن بين أحيائها حي الشهيد «بن علال حميدات» المنشأ على طراز المباني القديمة التي كانت لفرنسا في الجزائر.

## مواضيع ذات صلة
- تاريخ ولاية الجزائر
- بلديات ولاية الجزائر
- دوائر ولاية الجزائر